# Austrofundulus
Austrofundulus – rodzaj ryb karpieńcokształtnych z rodziny strumieniakowatych (Rivulidae).

## Klasyfikacja
Gatunki zaliczane do tego rodzaju:
- Austrofundulus guajira
- Austrofundulus leohoignei
- Austrofundulus leoni
- Austrofundulus limnaeus
- Austrofundulus myersi
- Austrofundulus rupununi
- Austrofundulus transilis